# Liste des préfets de la Charente-Maritime
Liste des préfets de la Charente-Maritime
| Date              | Nom                                                 | Fonction précédente                                                                                             | Observation |
| ----------------- | --------------------------------------------------- | --- | --- |
| 2 mars 1800       | Antoine Français de Nantes                          | Directeur des hôpitaux                                                                                          | Nommé conseiller d'État |
| 28 octobre 1800   | Ferdinand Pierre Marie Dorothée Guillemardet        | Ambassadeur à Madrid                                                                                            | Nommé préfet de l'Allier |
| 12 juillet 1806   | baron Joseph Etienne Richard                        | Préfet de la Haute-Garonne                                                                                      | Démissionnaire, remplacé le 22 août 1814 Sera (1815) préfet du Calvados                                                                           |
| 22 août 1814      | marquis Joseph Charles André d'Arbaud de Jouques    | Préfet des Hautes-Pyrénées                                                                                      | Nommé préfet du Gard |
| 6 avril 1815      | baron François-Antoine Boissy d'Anglas              | Préfet de la Charente                                                                                           | (fils de François-Antoine de Boissy d'Anglas) Nommé maître des requêtes au conseil d'État                                                         |
| 12 juillet 1815   | Joseph Etienne Richard                              | Préfet du Calvados                                                                                              | (2e période), démissionnaire |
| 13 novembre 1815  | Joseph Benoît Dalmas                                | A été député de l'Ardèche                                                                                       | Passe à la retraite Sera (1823) préfet du Var |
| 24 février 1819   | Paul Sabatier de Lachadenède (baron de Lachadenède) | Préfet de la Côte-d'Or                                                                                          | Nommé préfet du Doubs |
| 19 juillet 1820   | Auguste-Joseph Baude de la Vieuville                | Préfet de la Somme                                                                                              | (non acceptant) |
| 2 août 1820       | Louis Pépin de Bellisle                             | Préfet de la Sarthe                                                                                             | Remplacé |
| 2 janvier 1823    | comte François Louis Basile Antoine Aimé de Nugent  | Préfet de la Sarthe                                                                                             | Nommé préfet de l'Oise |
| 3 mars 1828       | Jacques Joseph Guillaume Dalon                      | Préfet du Cher                                                                                                  | Remplacé |
| 22 août 1830      | Jean-Louis Admyrauld                                | A été maire de La Rochelle et député                                                                            | Mort en fonction, peu après avoir présenté sa démission.                                                                                          |
| 12 novembre 1835  | Ernest de Pelet                                     | Préfet de l'Ardèche                                                                                             | Préfet de la Vienne |
| 18 octobre 1839   | Mathieu Vital Gabriel                               | Préfet de l'Aube                                                                                                | Mort en fonction |
| 23 novembre 1841  | Claude-Hyacinthe-Félix de Barthélémy                | Préfet de la Loire                                                                                              | Nommé préfet de l'Aube |
| 4 janvier 1847    | Antoine de Daunant                                  | Préfet de la Loire                                                                                              | démissionnaire |
| 2 février 1848    | Ascagne Audignat                                    | | (Adjoint au commissaire du gouvernement) |
| 28 février 1848   | Louis Vincent Renou de Ballon                       | Député de la Charente-Inférieure                                                                                | (Commissaire du gouvernement) Élu représentant de la Charente-Inférieure                                                                          |
| 17 mars 1848      | Antoine Gaudin                                      | | (Commissaire adjoint du gouvernement) Élu représentant de la Charente-Inférieure                                                                  |
| 2 mai 1848        | Charles Mainguet                                    | | (Commissaire adjoint du gouvernement) |
| 12 juin 1848      | Paul-Émile Wissocq                                  | Hydrographe, ingénieur civil, investisseur                                                                      | |
| 20 novembre 1849  | Jean-Charles Brian                                  | Préfet de la Vienne révoqué en juillet 1848                                                                     | Passe en non-activité |
| 26 novembre 1856  | Jean-Baptiste Boffinton                             | Sous-préfet d'Alès                                                                                              | Nommé préfet du Gard |
| 16 octobre 1865   | baron Charles Lepic                                 | Préfet de l'Aude                                                                                                | en disponibilité |
| 29 décembre 1866  | Charles Le Masson                                   | Préfet de l'Allier                                                                                              | Nommé préfet des Basses-Pyrénées |
| 26 novembre 1869  | Alexis de Levezou de Vesins                         | Préfet de Seine-et-Marne                                                                                        | Passe à la retraite |
| 5 septembre 1870  | Eugène Frédéric Mestreau                            | Banquier et propriétaire                                                                                        | (démissionne) ; sera élu représentant à l'Assemblée nationale                                                                                     |
| 23 mars 1871      | Edmond Héguin de Guerle                             | Administrateur et journaliste                                                                                   | Nommé préfet de la Somme |
| 13 juillet 1871   | Étienne Tenaille-Saligny                            | Préfet de la Nièvre                                                                                             | démissionne à la chute de Thiers |
| 26 mai 1873       | Ernest Le Barbier de Blignières                     | Préfet des Vosges                                                                                               | Nommé préfet de la Loire |
| 10 avril 1875     | Pierre Mahou                                        | Préfet de Lot-et-Garonne                                                                                        | Préfet de Seine-et-Marne |
| 13 avril 1876     | François Regnault                                   | Fonction dans le privé (1873-1876) Préfet de la Marne                                                           | (1re période) démissionne |
| 19 mai 1877       | Guisbert Huart                                      | Préfet de l'Ain                                                                                                 | Démissionne (retraite) |
| 18 décembre 1877  | François Regnault                                   | | (2e période) Nommé directeur des affaires civiles et financières de l'Algérie                                                                     |
| 27 mars 1879      | Antoine Lagarde                                     | Préfet de la Haute-Marne                                                                                        | Nommé préfet de Seine-et-Marne |
| 21 octobre 1883   | Jean-Baptiste Ribert                                | Préfet du Cher                                                                                                  | Passe à la retraite |
| 5 octobre 1884    | Antoine Stéhelin                                    | Préfet de l'Ain                                                                                                 | Nommé préfet de Seine-et-Marne |
| 18 novembre 1886  | Jean Isaac Chapron                                  | Préfet de Seine-et-Marne, non-installé Préfet de Lot-et-Garonne                                                 | En disponibilité (retraite ?) |
| 24 mai 1889       | Périclès Grimanelli                                 | Préfet du Gard                                                                                                  | Préfet de l'Oise |
| 17 mars 1893      | Émile Hélitas                                       | Préfet de la Haute-Loire                                                                                        | Nommé préfet de la Loire |
| 18 octobre 1898   | Joseph Bret                                         | Préfet du Cher                                                                                                  | sans suite; Nommé préfet du Calvados |
| 8 novembre 1898   | Eugène Chrysostome Fosse                            | Directeur du personnel et du secrétariat                                                                        | (nomination à compter du 1er mai 1899). Nommé préfet de la Seine-Inférieure                                                                       |
| 9 septembre 1902  | André Regnault                                      | Préfet de la Charente                                                                                           | Nommé préfet de la Haute-Vienne |
| 23 janvier 1909   | Pierre Landrodie                                    | Préfet des Pyrénées-Orientales                                                                                  | Appelé à d'autres fonctions et préfet honoraire                                                                                                   |
| 5 mars 1918       | Charles Maulmond                                    | Préfet de la Drôme                                                                                              | Préfet de l'Isère |
| 26 octobre 1920   | Paul Gervais                                        | Préfet de la Dordogne non installé Préfet de la Corrèze                                                         | (Appelé à d'autres fonctions :) Nommé directeur du contrôle des offices départementaux de répartition du charbon au ministère des travaux publics |
| 26 octobre 1920   | Paul Mathivet                                       | Préfet de la Dordogne non installé Préfet d'Oran                                                                | Nommé préfet de la Loire-Inférieure |
| 1er novembre 1924 | André Bouffard                                      | Préfet des Hautes-Pyrénées                                                                                      | Nommé préfet de la Gironde |
| 6 janvier 1931    | Pierre Bodereau                                     | Préfet de la Sarthe en service détaché à la préfecture de la Seine                                              | maintenu en service détaché |
| 6 janvier 1931    | Louis Gaussorgues                                   | Préfet de l'Aisne                                                                                               | Nommé directeur de l'administration départementale et communale                                                                                   |
| 19 mai 1934       | Marcel Grégoire                                     | Préfet d'Indre-et-Loire                                                                                         | Secrétaire général du gouvernement général de l'Algérie, bénéficiant des prérogatives de préfet                                                   |
| 26 janvier 1937   | Antoine Giacobbi                                    | Secrétaire général du gouvernement général de l'Algérie                                                         | Chargé des fonctions de gouverneur des colonies pour la durée des hostilités, en Côte d'Ivoire                                                    |
| 26 novembre 1939  | François Pierre-Alype                               | Gouverneur de la Guadeloupe                                                                                     | Préfet de la Gironde |
| 6 août 1940       | Georges Malick                                      | Préfet de la Charente                                                                                           | Nommé préfet de l'Oise, Suspendu de ses fonctions en 1944, sera préfet honoraire.                                                                 |
| 30 octobre 1942   | Robert Martin                                       | Préfet du Territoire de Belfort                                                                                 | Nommé préfet de région Rennes, préfet d'Ille-et-Vilaine Suspendu de ses fonctions, condamné à perpétuité                                          |
| 24 janvier 1944   | Jean Fauconnier                                     | Secrétaire Général de Seine-et-Oise                                                                             | Suspendu de ses fonctions |
| 5 mai 1944        | Marius Grasset                                      | Résistant | désigné préfet de la Charente-Maritime pour la Libération Tué par la milice le 8 mai 1944.                                                        |
| 4 septembre 1944  | Georges Verneuil                                    | Capitaine de réserve. Prisonnier de guerre                                                                      | Est aussi président de la fédération des viticulteurs charentais, c'est pourquoi il demande son remplacement comme préfet.                        |
| 13 juillet 1945   | Henri Faugère                                       | 1942: Préfet de la Manche, arrêté, déporté                                                                      | (René Chopin assure l'interim) Nommé préfet de la Loire                                                                                           |
| 4 septembre 1945  | René Chopin                                         | 1943: Préfet des Deux-Sèvres, (de Vaucluse, non installé) (de Haute-Savoie, non installe), révoqué.             | (préfet ad interim du 4 septembre à 20 mars 1946) Nommé préfet de l'Eure                                                                          |
| 1947              | Robert Hirsch                                       | Directeur du matériel, du logement et des transports de la sûreté nationale                                     | Nommé directeur général de la sûreté nationale |
| 3 juillet 1951    | Robert Holveck                                      | 1948: Préfet de Loir-et-Cher, non installé, radié du cadre temporaire et remis à la disposition du ministre     | Nommé préfet du Loiret |
| 16 juillet 1955   | Jacques Brunel                                      | Directeur de cabinet du président de l'Assemblée nationale André Le Troquer                                     | De nouveau directeur de cabinet du président de l'Assemblée nationale André Le Troquer                                                            |
| 1956              |                                                     | | |
| 22 octobre 1959   | René Georges Thomas                                 | Conseiller technique auprès de Maurice Bourgès-Maunoury (ministre, c.q. président de l'Assemblée nationale)     | |
| 11 mai 1962       | Claude Massol                                       | Secrétaire Général de la Seine, commissaire à la construction et à l'urbanisme pour la région parisienne        | Nommé préfet hors cadre. |
| 8 mai 1964        | Daniel Doustin                                      | Directeur de la surveillance du territoire                                                                      | Nommé préfet de région Auvergne, préfet du Puy-de-Dôme                                                                                            |
| 4 février 1969    | Henri Langlade                                      | Directeur du personnel et du matériel de la police Préfet de la Creuse                                          | Nommé préfet hors cadre. |
| 10 août 1972      | Henri Coury                                         | Préfet de la Haute-Savoie                                                                                       | Nommé préfet hors cadre Nommé (1979) préfet de Saône-et-Loire.                                                                                    |
| 27 avril 1978     | Maurice Theys                                       | Préfet du Lot                                                                                                   | Nommé préfet du Val-de-Marne |
| 25 novembre 1981  | Jacques Monestier                                   | Préfet du Morbihan                                                                                              | Nommé préfet de région Poitou-Charentes, préfet de la Vienne                                                                                      |
| 17 juillet 1984   | Bernard Grasset                                     | Préfet délégué pour la Police à Lyon                                                                            | Nommé préfet du Finistère |
| 25 avril 1986     | Michel Gillard                                      | Préfet de la Haute-Savoie                                                                                       | Congé spécial à sa demande |
| 24 avril 1991     | Yves Mansillon                                      | Préfet de l'Ain                                                                                                 | Nommé préfet de région Poitou-Charentes, préfet de la Vienne                                                                                      |
| 5 mai 1993        | Pierre Sébastiani                                   | Préfet de la Dordogne                                                                                           | Nommé préfet hors cadre |
| 5 mai 1999        | Christian Leyrit                                    | Directeur des routes au Ministère de l'Équipement                                                               | Nommé préfet du Val-d'Oise |
| 28 avril 2004     | Bernard Tomasini                                    | Préfet de l'Ain                                                                                                 | Nommé préfet du Val-de-Marne |
| 7 décembre 2005   | Jacques Reiller                                     | Préfet des Vosges                                                                                               | Nommé préfet de l’Essonne |
| 25 juin 2008      | Henri Masse                                         | Directeur de la défense et de la sécurité civiles au ministère de l'intérieur et de l'aménagement du territoire | Nommé directeur de l'Administration pénitentiaire                                                                                                 |
| 15 juin 2011      | Béatrice Abollivier                                 | Préfète de la Dordogne                                                                                          | Nommé préfète de Maine-et-Loire |
| 30 septembre 2015 | Éric Jalon                                          | Préfet de la Savoie                                                                                             | Nommé conseiller-chef du pôle "Affaires intérieures" au cabinet du Premier ministre Édouard Philippe                                              |
| 17 juillet 2017   | Fabrice Rigoulet-Roze                               | Préfet de la Martinique                                                                                         | Nommé directeur du cabinet de Julien Denormandie, ministre chargé de la Ville et du Logement,.                                                    |
| 8 novembre 2019   | Nicolas Basselier                                   | Préfet de l'Aisne                                                                                               | Nommé directeur adjoint à l'Institut des hautes études de la défense nationale                                                                    |
| 11 septembre 2023 | Brice Blondel                                       | Conseiller maître à la Cour des comptes                                                                         | |